# Khawkinea lata
Khawkinea lata, secondo una classificazione filogenetica (Z. X. Shi, 1999) è una specie del supergruppo Excavata appartenente alla famiglia Astasiaceae.

## Caratteristiche
Khawkinea lata vive esclusivamente in acqua dolce, ed è stata scoperta da Z. X. Shi nel 1999, presumibilmente in una località sconosciuta in Cina.
Il nome deriva forse dall'aggettivo latino latus,che significa largo, ampio; ma anche (visto di) fianco,(visto di) lato (Stearn 1973)..

## Classificazioni alternative
Una classificazione ormai obsoleta inserisce questo genere nella sottofomaglia delle Euglenoideae, famiglia delle Euglenaceae, ordine Euglenales, sottoclasse Euglenophycidae, classe Euglenophyceae, superclasse Spirocuta, infraphylum Dipilida, subphylum Euglenoida, phylum Euglenozoa, sottoregno Eozoa, Regno Protozoa, finché non si è scoperto che tali gruppi sono parafiletici..
Alcuni autori lo classificano nel genere Euglena, famiglia delle  Euglenaceae, ordine Euglenida, sottoclasse Euglenia, classe  Euglenoidea, phylum Euglenozoa, sottoregno Eozoa, Regno Protozoa